# (8512) 1991 PC11
A (8512) 1991 PC11 a Naprendszer kisbolygóövében található aszteroida. Henry E. Holt fedezte fel 1991. augusztus 7-én.